# Maria Wern – Fienden ibland oss
Maria Wern – Fienden ibland oss är en svensk kriminalfilm från 2021. Filmen är regisserad av Lisa Ohlin, producerad av Johanna Wennerberg och skriven av Inger Scharis. Den är baserad på Anna Janssons romaner och ingår i den åttonde säsongen om kriminalinspektören Maria Wern. Filmen är uppdelad i två delar med premiär på C More den 19 april 2021 och på TV4 den 4 maj 2021.

## Rollista
| - Eva Röse – Maria Wern - Allan Svensson – Hartman - Erik Johansson – Sebastian - Peter Perski – Arvidsson - Lola Zackow – Sasha - Oscar Pettersson – Emil Wern - Sigrid Johnson – Linda Wern - Samuel Astor – Oscar | - Hanna Ardéhn – Isabell - Eva Fritjofson – Harriet - Bengt Braskered – Ulf Hamrén - Jakob Hultcrantz Hansson – Björnsson - Beka Kuliev – Jasper - Balder Ljunggren – Sam - Tind Soneby – Gruppbefäl Lindén - Elina du Rietz – Jaspers mamma |